# Triptyque Portinari
Le triptyque Portinari, une huile sur bois de grand format, dont le panneau central représente l’Adoration des bergers est peint, vers 1475, par le peintre primitif flamand Hugo van der Goes. Il est conservé à la galerie des Offices à Florence.

## Historique
L’œuvre a été commandée pour l'église Sant'Egidio de l'hôpital Santa Maria Nuova à Florence par le banquier italien Tommaso Portinari, un descendant de Folco Portinari, le fondateur de cet établissement en 1288. Tommaso Portinari a vécu plus de quarante ans à Bruges ; dans la cité des Flandres, il est entré au service de la famille Médicis à l'âge de 17 ans et il dirigea leur filiale bancaire et, parallèlement, fut un conseiller ducal à la cour de Bourgogne de Charles le Téméraire.
La datation du triptyque est déterminée par l'âge des trois premiers enfants du couple, Margherita, Antonio et Pigello, nés entre 1471 et 1474, représentés sur les deux panneaux latéraux et par l'absence du quatrième, né en 1476.
Exécutés à Gand, les trois panneaux sont acheminés à Pise sur un bateau de commerce, via la Sicile ; ils sont ensuite transportés en barque, sur l'Arno, dans la capitale toscane puis ils sont portés par 16 hommes, le 28 mai 1483, dans l'église San Egidio où ils sont placés au-dessus du maître-autel.

## Description

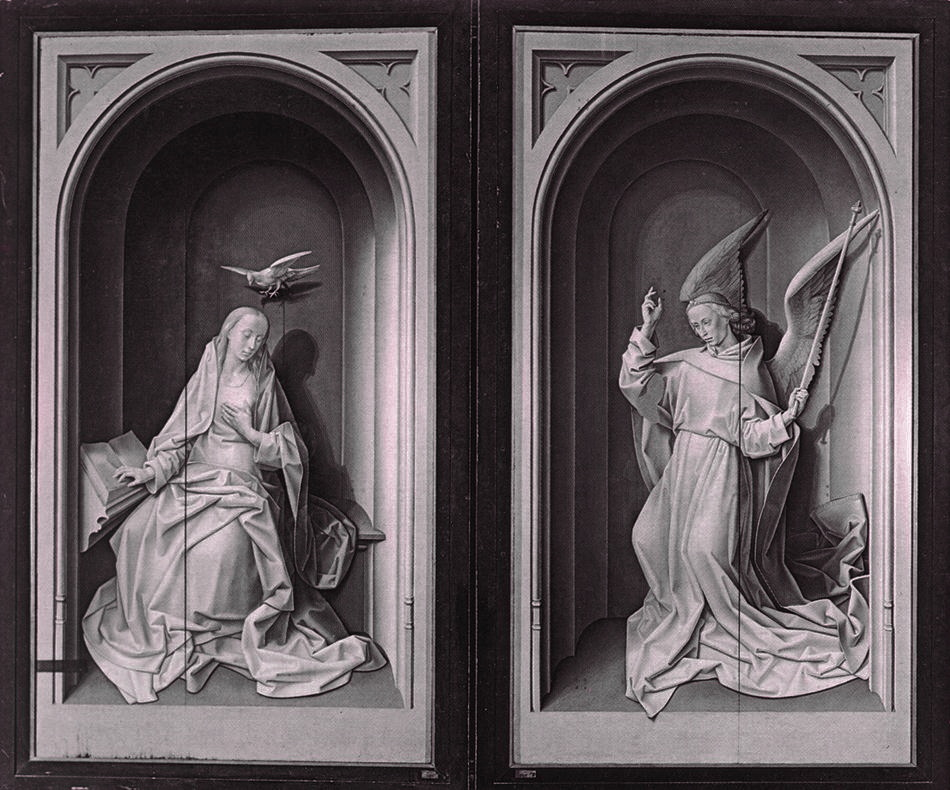
Triptyque fermé : Annonciation, traitée en grisaille.

Le panneau central est une représentation de l'Adoration des bergers. Dans une étable en plein air, l’enfant Jésus n’est pas couché dans un berceau mais il repose à même le sol, sur un faisceau de rayons dorés, thème iconographique qui vient du succès d’un ouvrage de dévotion de la fin du XIVe siècle, intitulé Revelationes coelestes (« Célestes révélations »), qui raconte le récit de sa naissance vue en vision par Brigitte de Suède, lors d’une prière dans la grotte de la nativité, au mois de juin 1372. Autour de l’enfant, neuf anges agenouillés, Joseph, la Vierge et trois bergers participent à cette adoration. Hugo van der Goes a peint ces derniers de façon très réaliste et l’expression des visages, la gestuelle de leurs mains s'opposent à l’austérité et au hiératisme des autres personnages.
Le peintre dispose au premier plan une nature morte, d’une facture très soignée, composée d’une gerbe d’épis de blé et de deux vases, l’un contenant des lys rouges, des iris blancs et bleus, l’autre des œillets et des ancolies, tandis que le sol est jonché de violettes.
À l’arrière-plan et dans le coin supérieur droit, Hugo van der Goes a inséré la scène relative à l’annonce faite aux bergers.

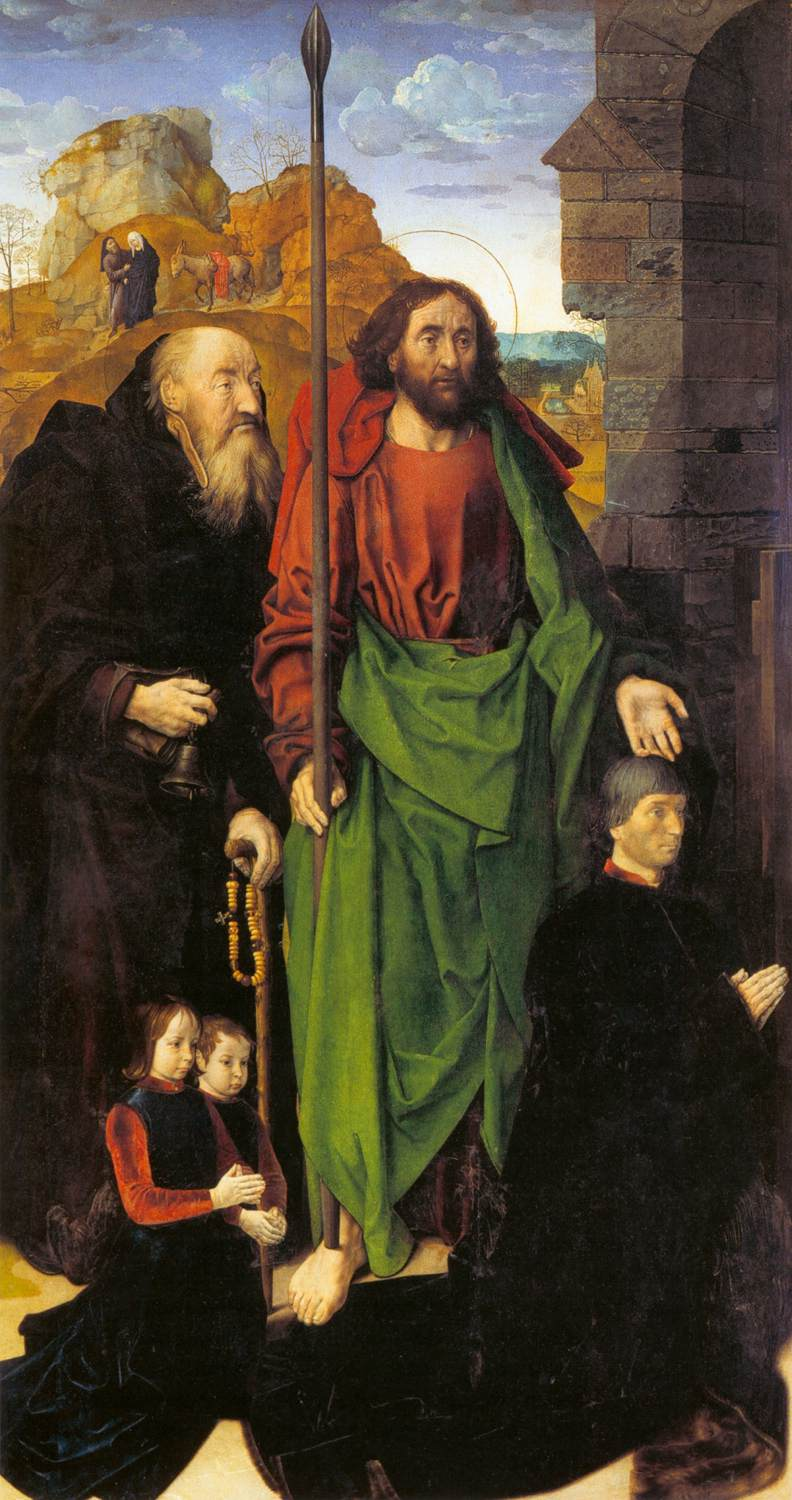
Panneau de gauche

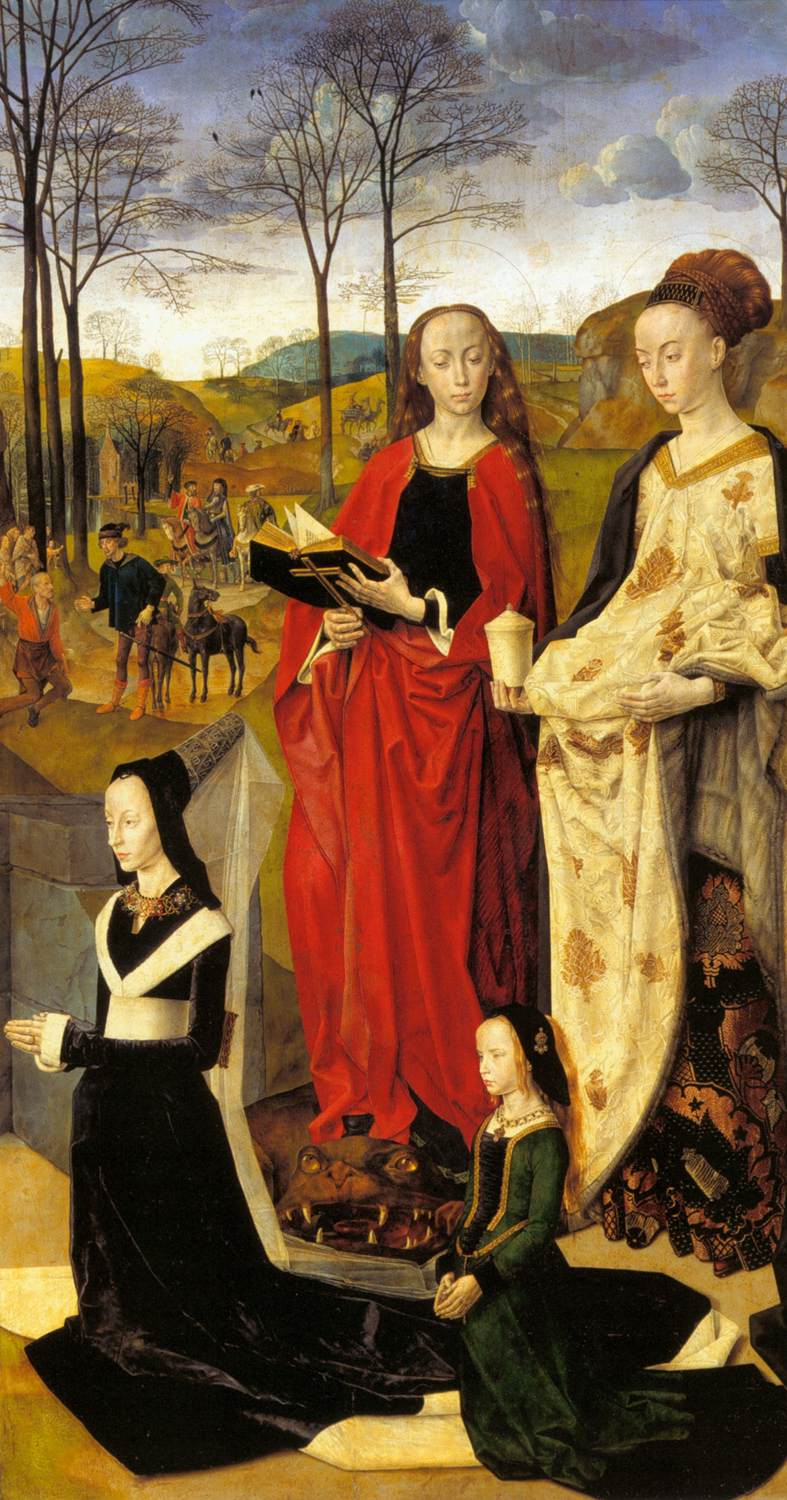
Panneau de droite

La famille Portinari est représentée sur les panneaux latéraux. Le panneau de gauche est consacré aux hommes. Tommaso Portinari, agenouillé et ses deux fils, dans la même position derrière leur père, y figurent et sont, à l’exception de Pigello, le plus jeune des fils, sous la protection de leur saint patron respectif. De taille beaucoup plus grande par rapport aux donateurs, saint Thomas tient la lance, l’instrument de sa mise à mort, et saint Antoine une clochette et un rosaire. À l’arrière-plan de ce panneau, sur un sentier rocheux, Joseph et Marie, enceinte, se rendent à Bethléem, pour le recensement.
Le panneau de droite est consacré aux femmes avec la représentation de l’épouse de Tommaso, Maria di Francesco Baroncelli et de leur fille Margherita. Comme pour le panneau de gauche, elles sont agenouillées et sous la protection de leur sainte patronne, Marie-Madeleine avec le pot d’onguent et Marguerite d'Antioche, avec le livre ouvert et dont le pied est posé sur le dragon qui veut la dévorer. À l’arrière-plan, sur leur monture et somptueusement vêtus, les trois rois mages viennent adorer le nouveau-né.

## Symboles et références bibliques
Ce triptyque comporte de nombreux symboles et références bibliques. En cela, Hugo van der Goes se conforme au symbolisme en cours à son époque :
- la sandale aux pieds de Joseph est une allusion au chapitre 3.5 de l’Exode quand Dieu dit à Moïse :
« N'approche pas d'ici, ôte tes souliers de tes pieds, car le lieu sur lequel tu te tiens est une terre sainte. » ;
- les neuf anges agenouillés correspondent aux neuf chœurs angéliques : les séraphins, les chérubins, les trônes, les dominations, les puissances, les vertus, les principautés, les archanges et les anges ; différemment habillés, ils portent les vêtements liturgiques propres aux ordres majeurs et mineurs en vigueur avant la réforme issue du concile Vatican II ;
- la harpe sculptée au-dessus de la porte d’entrée du bâtiment situé à l’arrière plan du panneau central est le symbole représentant David, et rappelle la lignée dont est issu Joseph ;
- la gerbe d’épis de blé évoque Bethléem, la « maison du pain » en hébreu et plus probablement l’Eucharistie ;
- les lis et œillets rouges sont une allusion, respectivement, au sang du Christ et à sa passion ;
- les iris blancs symbolisent la pureté, la virginité de la Vierge et les bleus sa douleur ;
- les ancolies sont le symbole du Saint-Esprit et les violettes représentent l’humilité.

## Postérité
Pour Michel Butor, le triptyque fait partie des « 105 œuvres décisives de la peinture occidentale » constituant son musée imaginaire.

## Galerie

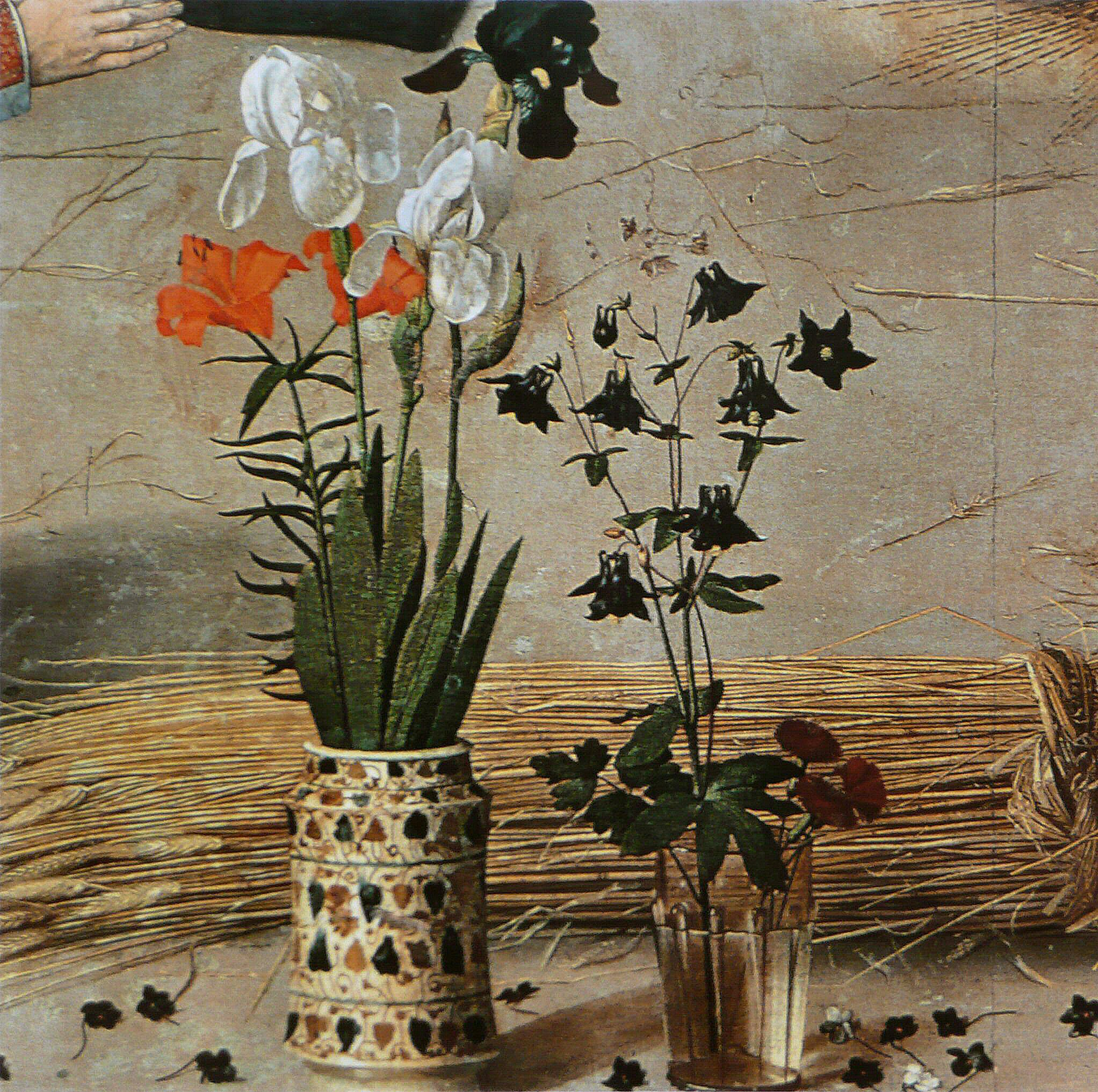
Détail du panneau central : la nature morte
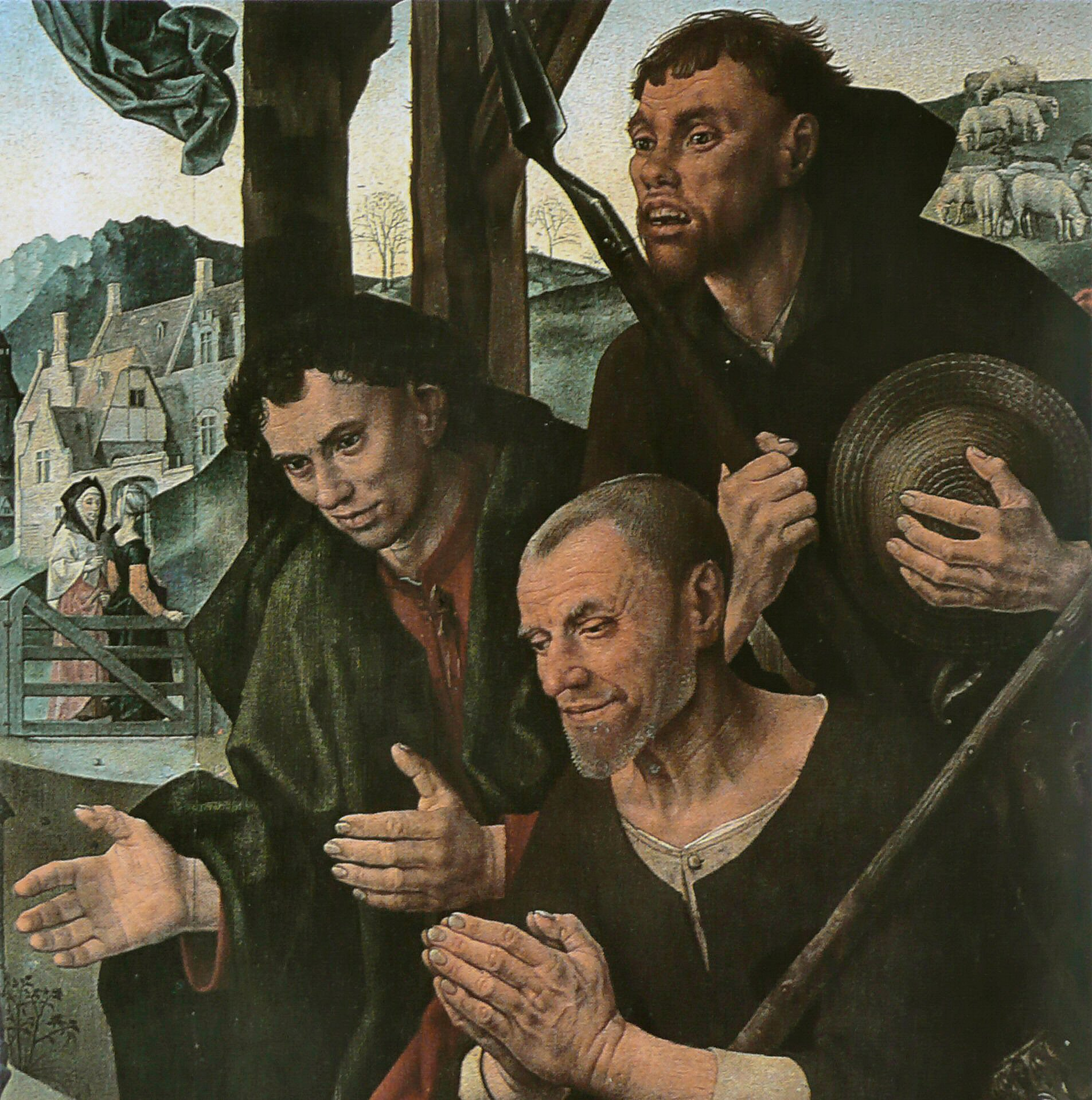
Détail du panneau central : le groupe de bergers
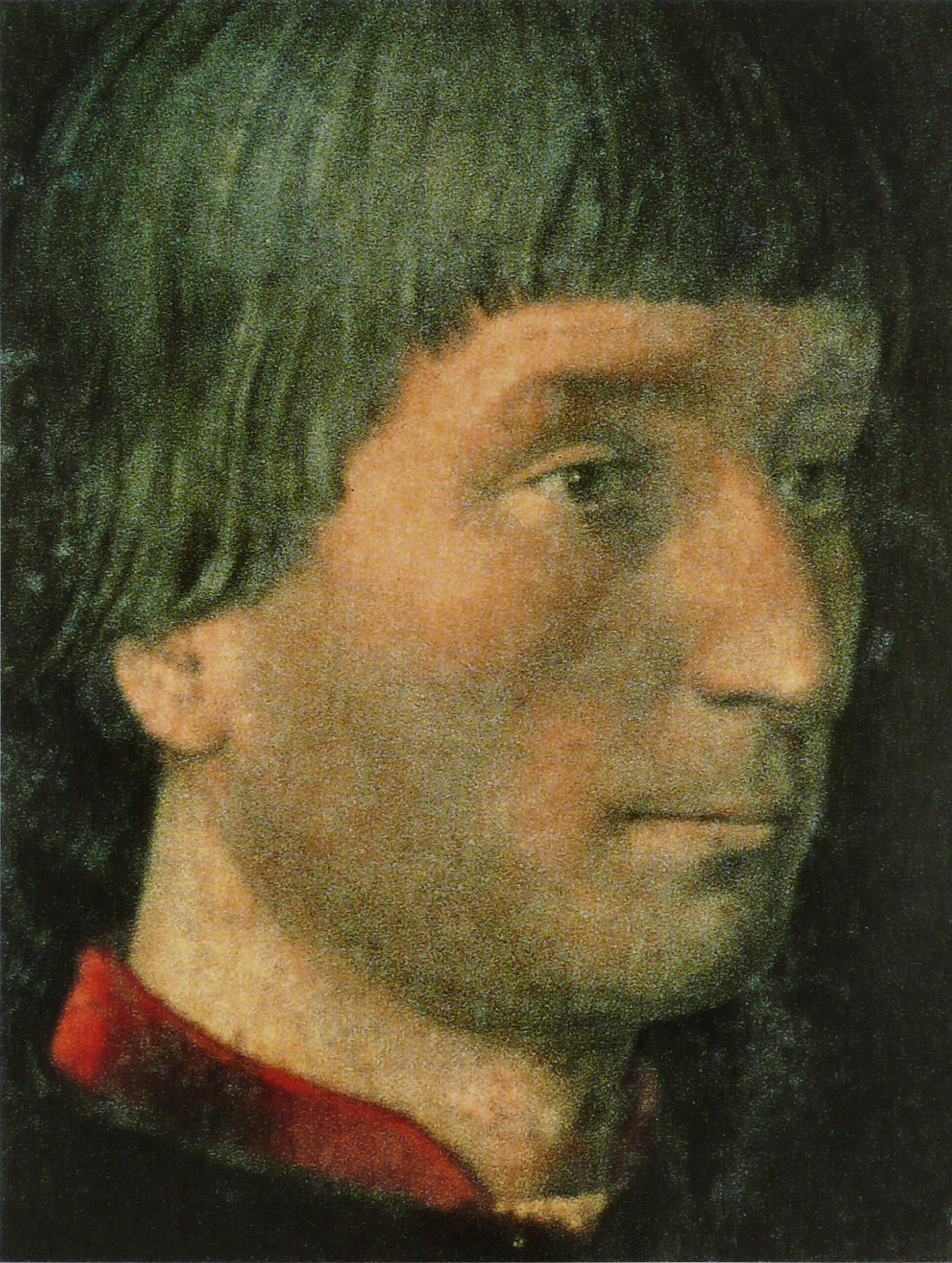
Détail du panneau de gauche : Tommaso Portinari
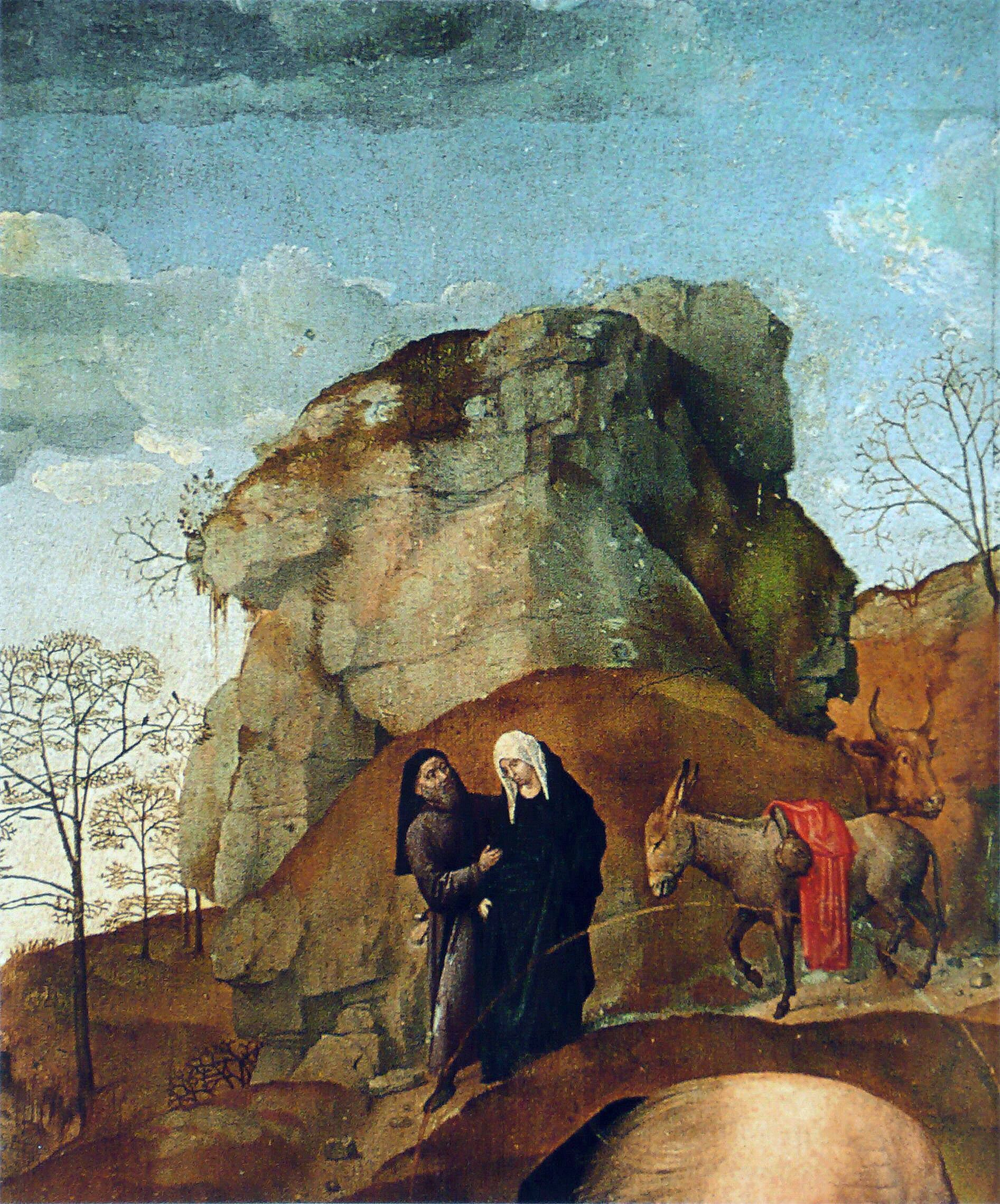
Détail du panneau de gauche : Marie et Joseph se rendent à Bethléem pour le recensement
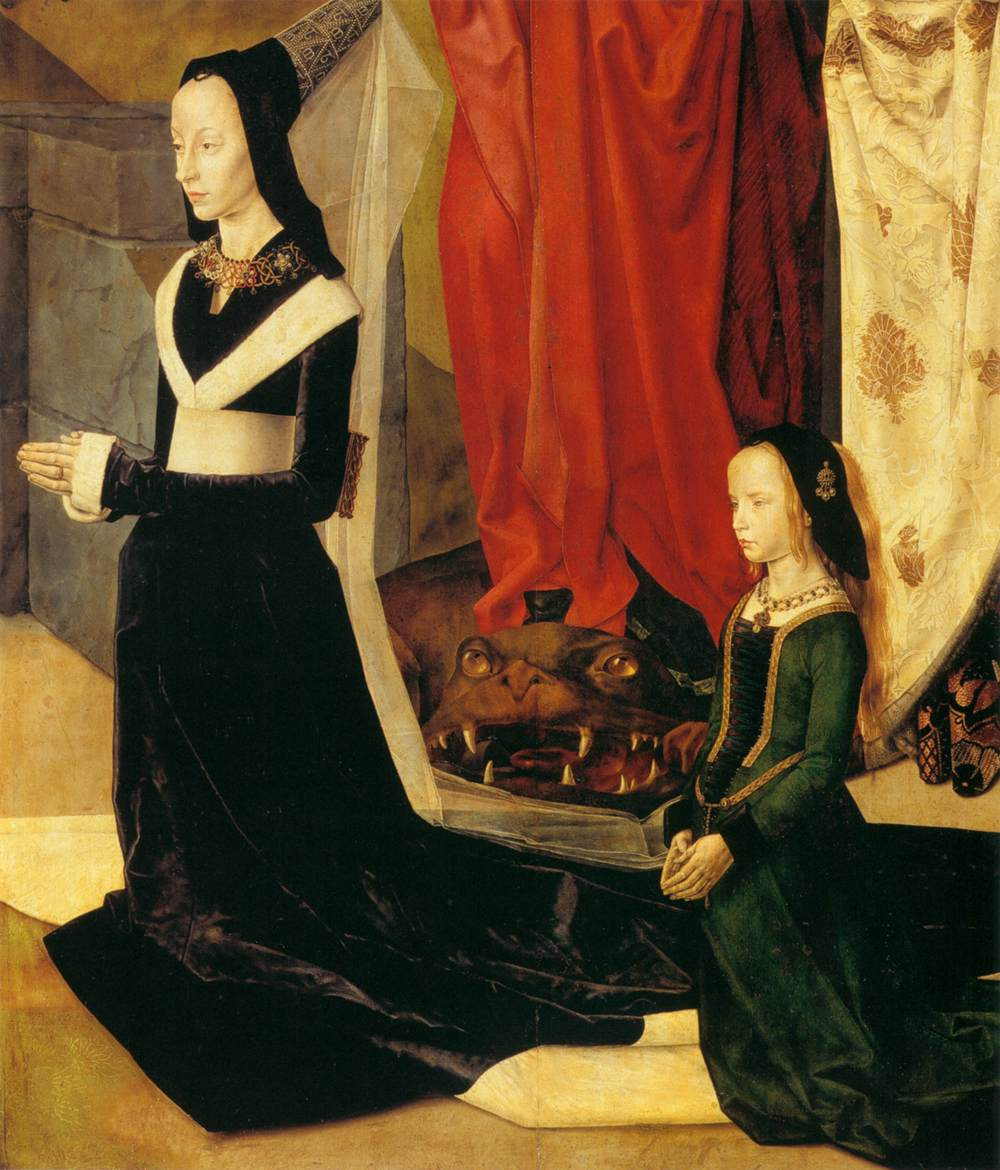
Détail du panneau de droite : Maria et Margherita Portinati